# Alberto Cantù
Alberto Cantù (Genova, 7 ottobre 1950 – Milano, 18 gennaio 2021) è stato un musicologo e critico musicale italiano.

## Biografia
Insegnò storia della musica al Conservatorio di Como; scrisse per le principali riviste di settore, tra cui Musica e Amadeus, e collaborò con università, teatri italiani e stranieri, Rai.
Fu critico musicale de il Giornale dal 1976 al 2006. Si occupò di storia del violino e di drammaturgia musicale. 
Fece parte del comitato scientifico dell'Istituto di studi paganiniani di Genova, dell'Istituto di studi pucciniani di Milano e del Centro studi Felice Romani di Moneglia.

## Opere
- I 24 capricci e i 6 concerti di Paganini, Torino, EDA 1980.
- Nicolò Paganini (1782-1982), in «Liguria», numero speciale a cura di A. Cantù, Anno XLIX, N.1, Gennaio-Febbraio 1982, pp. 13-19.
- Le opere di Paganini, con Danilo Prefumo, Genova, Sagep 1982.
- Respighi compositore, Torino, Eda 1985.
- Ottorino Respighi (Aa.Vv.), Torino, ERI 1985.
- Invito all'ascolto di Paganini, Milano, Mursia 1988.
- La lanterna magica, con Gino Tanasini, Genova, Sagep 1991.
- Renato De Barbieri nell'arco del violino, Marietti, Genova 1993.
- Locatelli tra passato e futuro, in Albert Dunning (a cura di), Intorno a Locatelli. Studi in occasione del tricentenario della nascita di Pietro Antonio Locatelli (1695-1764), Lucca, LIM, 1996
- Melodrammi con figure, Genova, 2001 De Ferrari.
- Da Farinelli a Camilleri, Varese, Zecchini Editore 2003.
- Yehudi Menuhin l'Orfeo tragico, coll. Grandi Violinisti 1, Varese, Zecchini Editore 2006.
- Jascha Heifetz l'Imperatore solo, coll. Grandi Violinisti 2, Varese, Zecchini Editore 2007.
- L'universo di Puccini da Le Villi a Turandot, Varese, Zecchini Editore 2008.
- David Oistrakh. Lo splendore della coerenza, coll. Grandi Violinisti 3, 2009, Zecchini Editore, pagg. 242 con discografia e videografia completa
- Ermanno Wolf-Ferrari. La musica, la grazia, il silenzio, Gabrielli Editore, 2012